# Pyramide de Menkaouhor
La pyramide de Menkaouhor est une pyramide à faces lisses située au nord de Saqqarah en Égypte. Jusqu'en 2008, elle portait le nom de pyramide no XXIX de Lepsius donné par son découvreur Karl Richard Lepsius, ou encore de pyramide décapitée. Au terme de fouilles menées en 2008 par Zahi Hawass, elle est attribuée au pharaon Menkaouhor, de la Ve dynastie, sur la base de critères architecturaux, aucune inscription n'ayant été retrouvée. Le bâtiment est situé à l'extrême nord de la nécropole de Saqqarah, à l'est de la pyramide de Téti.

## Histoire de la recherche
Une première brève description a été donnée par Karl Richard Lepsius, qui a visité sa ruine en 1843 et l'a cataloguée avec le numéro XXIX dans sa liste des pyramides. Gaston Maspero a été le premier à entrer dans les infrastructures de la pyramide en 1881. Une première fouille de la ruine, très courte et peu systématique, n'a cependant pas eu lieu avant 1930 par Cecil M. Firth. Ensuite, la ruine a été à nouveau recouverte de sable.
Une excavation systématique de la sous-structure dans les années 2007-2008 commanditée par Zahi Hawass a confirmé l'attribution à la Ve dynastie sur la base de la structure et des matériaux typiques pour cette époque. Bien qu'aucune inscription de nom n'ait été trouvée, Hawass attribue le bâtiment à Menkaouhor.

## Datation
Sa construction est très similaire à celle des pyramides de la Ve dynastie, c'est pourquoi de nombreux égyptologues l'attribuent au roi Menkaouhor, qui date de cette période. De plus, la chaussée de la pyramide de Téti, roi postérieur à Menkaouhor, suit un chemin peu commun pour un complexe pyramidal de cette période. En effet, la chaussée arrive non pas au centre de la façade est du temple mais à son extrémité sud. Ceci serait expliqué par le fait que le tracé aurait été affecté par un monument important, en l’occurrence la pyramide de Menkaouhor. Cependant, un fragment d'inscription trouvé à proximité a également été considéré comme une indication que Mérikarê II, un souverain de la IXe ou de la Xe dynastie, était le véritable constructeur.
Grâce aux fouilles de Zahi Hawass en 2007-2008, l'attribution au roi Menkaouhor est largement reconnue par le monde de l'égyptologie.

## La pyramide
La pyramide a une longueur de côté d'environ 52 m et n'est pas orientée vers les points cardinaux, comme c'est le cas pour la plupart des autres pyramides, mais de l'ancien cours du Nil, comme la pyramide voisine de Téti. Aujourd'hui, il ne reste pratiquement plus rien de sa superstructure, à part les fondations. Sur le côté nord du bâtiment se trouve l'entrée des infrastructures. Le passage vers l'antichambre et la chambre funéraire est bloqué par deux pierres de blocage en granit. Un couvercle de sarcophage brisé a été trouvé dans la chambre funéraire.